# 晓明镇
晓明镇，是中华人民共和国辽宁省铁岭市调兵山市下辖的一个乡镇级行政单位。

## 行政区划
晓明镇下辖以下地区：
建设社区、青南社区、青北社区、兴隆屯村、万家房身村、晓明村、娘娘庙村、大孤榆树村、前屯村、夏家楼村、腰卜村和邓家村。